# 東名自動車道
もしかして
- 東名高速道路

ではありませんか？